# Oxitocină
Oxitocina sau Ocitocina (din limba greacă ōkytokínē - naștere rapidă) este un hormon peptidic sintetizat de către nucleii paraventricular și supraoptic ai hipotalamusului și depozitat in neurohipofiză. 
Oxitocina este un nonapeptid (este alcătuit din 9 resturi de aminoacizi), având o masă moleculară de 1007 Daltoni. Structura oxitocinei este similară celei a vasopresinei, celălalt hormon neurohipofizar. Are un timp de înjumătățire de 2-4 minute.

## Funcții
- Oxitocina exercită o acțiune dilatatorie asupra colului uterin (înainte de debutul travaliului) și contractilă asupra musculaturii netede a uterului în timpul travaliului. Are rol în inițierea travaliului la femeia gravidă la termen și expulzarea fătului. Receptivitatea uterului pentru oxitocină este reglată de hormonii sexuali: estrogenii măresc și progesterona micșorează receptivitatea pentru oxitocină.
- O altă acțiune a oxitocinei este contracția celulelor mioepiteliale ce înconjoară alveolele mamare și determină ejecția laptelui. Oxitocina determină curgerea laptelui în sinusurile sub-areolare, și de acolo în mameloane.
- La nivel comportamental, oxitocina are efecte opuse celor ale vasopresinei: la indivizi determină reducerea temerilor și creșterea încrederii, iar la mame determină apariția instinctului matern.
- Mai are și alte roluri în organism, de exemplu în contact corporal și tonus muscular al unor grupe musculare, intens studiate în prezent.